# Michael Rangel
Michael Jhon Ander Rangel Valencia (Floridablanca, Santander, Colombia; 8 de marzo de 1991) es un futbolista colombiano de ascendencia portuguesa que juega de delantero, su equipo actual es Llaneros Fútbol Club de la Categoría Primera A.

## Trayectoria

### Junior
Fue selección Santander y con sus goles en un torneo nacional logró impresionar al Junior. Siendo parte de las inferiores del Junior entrenó con el primer equipo y llegó a hacer sus primeras apariciones como profesional en la Copa Colombia en 2010, año en el que el Junior ganó el Torneo Apertura.

### Real Santander

#### 2011
Sin tener tanta suerte en Junior fue a probarse en el Real Santander de la Primera B con el cual debutó en la Copa Colombia 2011. En total jugó 4 partidos (todos por la copa local) sin llegar a anotar nunca un gol. Luego de no tener suficientes oportunidades Michael paso al Atlético Fútbol Club al año siguiente.

### Depor FC

#### 2012
Después de su experiencia en el club santandereano, pasó al Depor FC con el cual jugó el primer semestre del 2012 consolidándose en el equipo titular jugando 18 partidos en el semestre convirtiendo 5 goles. Con el rendimiento mostrado con el Depor llamó la atención de grandes clubes de primera división. No obstante, fichó por el Alianza Petrolera para el segundo semestre de 2012.

### Alianza Petrolera

#### 2012
Rangel llegó Alianza Petrolera en su objetivo por buscar el ascenso a la primera división colombiana. En dicho equipo durante ese semestre integró un tridente ofensivo con Dairon Asprilla y Andrés Renteria que logró que el Alianza Petrolera consiguiera el título del Finalización 2012 de la segunda división, superando en el grupo de los cuadrangulares seminfinales al histórico América de Cali. En dicho torneo, Rangel logró 5 goles con los cuales Alianza llegó a la final de fin de año frente al mismo América (campeón del Apertura). En dicha final la serie global quedó 2 a 2 y en definición por penales Alianza Petrolera le ganó el ascenso directo al América. Rangelanotó un gol en el partido de ida.

#### 2013
Ya en primera división, con la venta de Andrés Renteria al Santos Laguna mexicano y la lesión de ligamentos de Dairon Asprilla, Rangel se consolidó como el referente y goleador del club a pesar de su corta edad. Luego de su gran año con el equipo de Barrancabermeja donde marcó 13 goles en 47 juegos, goles importantes para la permanencia del equipo en la primera división, fue comprado por Atlético Nacional.

### Envigado
En enero de 2014 su pase fue comprado por Atlético Nacional, que lo cedió en calidad de préstamo al Envigado F. C.

### Santa Fe
Para el segundo semestre del año 2014 pasó a ser parte del Independiente Santa Fe. El día 10 de julio del mismo año Rangel anotó el primer triplete de su carrera ante Expreso Rojo en la Copa Colombia 2014.

### Atlético Nacional
Luego de su paso por Santa Fe, el Atlético Nacional, dueño de sus derechos, lo reclamó para hacer parte del elenco paisa en 2015. Luego de varios rumores de su salida, hizo parte de la plantilla del técnico Juan Carlos Osorio para enfrentar los torneos Liga Águila, Copa Libertadores y Copa Colombia.

### Millonarios
El 4 de julio de 2015 se confirmó su llegada a Millonarios. Debutaría en la primera fecha del Torneo Finalización 2015 como titular en el empate de su equipo 0-0 contra el Deportivo Pasto. El 6 de agosto, en el juego aplazado de la segunda fecha, marcaría sus primeros tres goles en la victoria contra Patriotas Boyacá 3 a 2 de visitante, su primer hat-trick en liga. En la Finalización 2015 terminaría con 6 goles en 14 partidos jugados.

Volvería a marcar doblete el 9 de abril de 2016 en la victoria 3-1 sobre Boyacá Chicó ya en el Apertura 2016. Repetiría dos goles el 27 de abril en la victoria 3-1 sobre el Junior.

Se iría del club a mitad de año siendo el goleador del equipo con 14 goles en 29 partidos disputados, con un promedio de 0,50 por partido.

### Segundo paso por Junior
Michael Rangel fue comprado y regresó al Junior en julio de 2016, el delantero formó parte de las divisiones menores de Junior en el 2010, y regresó para firmar por 3 años. Su segundo debut con Junior se produjo el 11 de julio en el empate a un gol frente a Independiente Medellín pero saldría lesionado a los 15 minutos del partido. Anotó su primer doblete el 29 de octubre, dándole la victoria a su club 2 a 1 sobre Envigado F. C..
Su primer gol internacional lo anotó el 7 de febrero en la victoria 3 a 0 sobre el Carabobo por la segunda fase de la Copa Libertadores 2017.

### Kasımpaşa
El 14 de julio de 2017 fue confirmado como nuevo jugador del Kasımpaşa de Superliga de Turquía, cedido a préstamo por un año, con opción de compra. Debuta el 17 de agosto en el empate a dos goles frente al Beşiktaş entrando en el segundo tiempo. Su primer gol lo marca en la segunda fecha entrando al minuto 80 y marcando en el 93 para el descuento 2-1 en la derrota en casa del Akhisar Belediyespor.

### Atlético Bucaramanga
El 28 de enero de 2018 fue confirmado como nuevo jugador del Atlético Bucaramanga de la Categoría Primera A en condición de préstamo, volviendo a Colombia después de seis meses.
Marcó su primer gol el 24 de marzo en la goleada 4 por 1 sobre Alianza Petrolera. El 7 de abril anotó su primer doblete con en la victoria 3 por 1 sobre el Deportivo Pasto. El 9 de mayo hizo su primer hat-trick con el club en la goleada 3 por 1 sobre el Atlético Huila por la Copa Colombia 2018.

El 27 de julio marcó su primer gol del Torneo Finalización en la caída 2 por 1 en casa del Once Caldas. El 5 de septiembre anotó dos goles para la histórica victoria 3 por 2 después de 16 años en el Atanasio Girardot frente a Atlético Nacional, marcando al minuto 94 el tercer gol definitivo luego de un rebote del arquero.

### Tercera etapa en Junior
Tras finalizar su préstamo en Bucaramanga, el 8 de enero de 2019 se confirmó su regreso al Junior, con el que renovó su contrato por tres años. El primer gol en su tercera etapa con el club barranquillero lo marcó en el empate a un gol en el clásico costeño frente al Unión Magdalena. Fue campeón del Torneo Apertura tras vencer en penalties al Deportivo Pasto. Fue titular en el partido de ida e ingresó al minuto 90 en la vuelta, en la que anotó el segundo penalty de Junior.

### América de Cali
Para el segundo semestre del 2019 fue confirmado como nuevo jugador del América de Cali en calidad de préstamo. En su debut el 14 de julio marcó su primer gol con el club a los 12 minutos del juego en una victoria 2-1 sobre Alianza Petrolera. El 22 de agosto marcó el gol de la victoria 2 a 1 sobre Independiente Santa Fe en El Campín. El 8 de septiembre anotó su primer doblete dándole la victoria 2 por 1 sobre Deportivo Cali. El 21 del mismo mes marcó en el 1-1 ante Atlético Bucaramanga y el 29 de septiembre anotó nuevamente doblete en el empate a tres goles en su visita a La Equidad. Además marco goles fundamentales como el primero en la victoria 2-0 ante Junior de Barranquilla en la final del Torneo Finalización 2019,  del que fue goleador junto con Germán Cano.

### Cuarta etapa en Junior
El préstamo de Rangel en América se venció el 1 de julio, en medio del Torneo Apertura 2020 que se extendió hasta el final de año por la pandemia de COVID-19. Regresó al club dueño de sus derechos, Junior, para disputar el resto del campeonato, con poca participación. Despertó el interés de importantes clubes como Estudiantes de La Plata.

### Regreso a Santa Fe
Se incorporó al equipo Independiente Santa Fe para el Torneo Apertura 2021 a préstamo por seis meses. Junior, dueño del jugador, guardó la opción de finalizar el préstamo si efectuaba la venta del jugador al exterior. Un mes después Rangel dejó el Santa Fe al ser vendido al Mazatlán.

### Mazatlán F. C.
El 6 de febrero del 2021 militó en el Mazatlán FC de México. Hizo 4 goles con su equipo.

### Deportes Tolima
El 23 de diciembre de 2021 fue anunciado por el equipo vinotinto y oro para competir en los torneos de 2022. Su primer gol lo anotó de penal en una victoria 2-1. En septiembre de 2022 rescindió su contrato por actos de indisciplina.

### Aucas
El 27 de enero de 2023 fue anunciado en Sociedad Deportiva Aucas de Ecuador por una temporada.

### Central Córdoba
El 19 de agosto de 2023, se convirtió en refuerzo de Central Córdoba (SdE) de la Primera División de Argentina, donde firmó contrato hasta junio del 2024.

### Alianza F. C.
El 24 de enero de 2024 fue confirmada su llegada como nuevo jugador del equipo de Valledupar, llega como agente libre tras rescindir su contrato con Central Córdoba (SdE).

### Regreso a Atlético Bucaramanga
Para el año 2024 se confirmó su regreso al club santandereano como agente libre tras su paso por Alianza F.C de Valledupar para disputar el Torneo Finalización de la Liga Colombiana.

### Llaneros Fútbol Club
En el año 2025 se confirmó como refuerzo para el club recién ascendido a la Primera División del Fútbol Colombiano tras su paso por Atlético Bucaramanga.

## Selección nacional
Es convocado en enero por José Pekerman a última hora en reemplazo de Harold Preciado. Debuta en la selección mayor el 26 de enero de 2017 en el amistoso por la amistad frente a Brasil entrando al minuto 69 por Miguel Borja en el que caerían derrotados por la mínima.

## Estadísticas

### Clubes
Actualizado al último partido disputado el 17 de abril de 2025.
| Club                            | Div.                | Temporada           | Liga  | Liga  | Liga   | Copas | Copas | Copas  | Internacionales | Internacionales | Internacionales | Total | Total | Total  | Media Goleadora |
| Club                            | Div.                | Temporada           | Part. | Goles | Asist. | Part. | Goles | Asist. | Part.           | Goles           | Asist.          | Part. | Goles | Asist. | Media Goleadora |
| ------------------------------- | ------------------- | ------------------- | ----- | ----- | ------ | ----- | ----- | ------ | --------------- | --------------- | --------------- | ----- | ----- | ------ | --------------- |
| Junior · Colombia               | 1.a                 | 2010                | -     | -     | -      | 1     | 0     | 0      | -               | -               | -               | 1     | 0     | 0      | 0               |
| Real Santander · Colombia       | 2.a                 | 2011                | -     | -     | -      | 4     | 0     | 0      | -               | -               | -               | 4     | 0     | 0      | 0,0             |
| Real Santander · Colombia       | Total               | Total               | 0     | 0     | 0      | 4     | 0     | 0      | 0               | 0               | 0               | 4     | 0     | 0      | 0,0             |
| Depor Aguablanca · Colombia     | 2.a                 | 2012-A              | 11    | 5     | 0      | 7     | 0     | 0      | -               | -               | -               | 18    | 5     | 0      | 0,27            |
| Depor Aguablanca · Colombia     | Total               | Total               | 11    | 5     | 0      | 7     | 0     | 0      | 0               | 0               | 0               | 18    | 5     | 0      | 0,27            |
| Alianza Petrolera · Colombia    | 2.a                 | 2012-F              | 25    | 6     | 0      | -     | -     | -      | -               | -               | -               | 25    | 6     | 0      | 0,24            |
| Alianza Petrolera · Colombia    | 1.a                 | 2013                | 34    | 9     | 2      | 13    | 4     | 0      | -               | -               | -               | 47    | 13    | 2      | 0,27            |
| Alianza Petrolera · Colombia    | Total               | Total               | 59    | 15    | 2      | 13    | 4     | 0      | 0               | 0               | 0               | 72    | 19    | 2      | 0,26            |
| Envigado F. C. · Colombia       | 1.a                 | 2014-A              | 15    | 2     | 1      | -     | -     | -      | -               | -               | -               | 15    | 2     | 1      | 0,13            |
| Envigado F. C. · Colombia       | Total               | Total               | 15    | 2     | 1      | 0     | 0     | 0      | 0               | 0               | 0               | 15    | 2     | 1      | 0,13            |
| Santa Fe · Colombia             | 1.a                 | 2014-F              | 12    | 1     | 0      | 12    | 9     | 0      | -               | -               | -               | 24    | 10    | 0      | 0,41            |
| Atlético Nacional · Colombia    | 1.a                 | 2015-A              | 2     | 0     | 0      | -     | -     | -      | -               | -               | -               | 2     | 0     | 0      | 0,0             |
| Atlético Nacional · Colombia    | Total               | Total               | 2     | 0     | 0      | 0     | 0     | 0      | 0               | 0               | 0               | 2     | 0     | 0      | 0,0             |
| Millonarios · Colombia          | 1.a                 | 2015-F              | 14    | 6     | 1      | -     | -     | -      | -               | -               | -               | 14    | 6     | 1      | 0,42            |
| Millonarios · Colombia          | 1.a                 | 2016-A              | 14    | 7     | 1      | 1     | 1     | 0      | -               | -               | -               | 15    | 8     | 1      | 0,53            |
| Millonarios · Colombia          | Total               | Total               | 28    | 13    | 2      | 1     | 1     | 0      | 0               | 0               | 0               | 29    | 14    | 2      | 0,48            |
| Junior · Colombia               | 1.a                 | 2016-F              | 17    | 8     | 1      | 3     | 2     | 0      | 5               | 0               | 0               | 25    | 10    | 1      | 0,40            |
| Junior · Colombia               | 1.a                 | 2017-A              | 7     | 1     | 0      | 2     | 1     | 0      | 1               | 1               | 0               | 10    | 3     | 0      | 0,30            |
| Kasımpaşa Turquía               | 1.a                 | 2017                | 12    | 3     | 0      | 2     | 1     | 0      | -               | -               | -               | 14    | 4     | 0      | 0,28            |
| Kasımpaşa Turquía               | Total               | Total               | 12    | 3     | 0      | 2     | 1     | 0      | 0               | 0               | 0               | 14    | 4     | 0      | 0,28            |
| Atlético Bucaramanga · Colombia | 1.a                 | 2018                | 37    | 16    | 8      | 2     | 3     | 0      | -               | -               | -               | 39    | 19    | 8      | 0,49            |
| Junior · Colombia               | 1.a                 | 2019-A              | 17    | 3     | 0      | 1     | 0     | 0      | 4               | 1               | 0               | 22    | 4     | 0      | 0,18            |
| América de Cali · Colombia      | 1.a                 | 2019-F              | 23    | 13    | 2      | 2     | 0     | 0      | -               | -               | -               | 25    | 13    | 2      | 0,52            |
| América de Cali · Colombia      | 1.a                 | 2020-A              | 6     | 5     | 0      | -     | -     | -      | 2               | 0               | 0               | 8     | 5     | 0      | 0,62            |
| América de Cali · Colombia      | Total               | Total               | 29    | 18    | 2      | 2     | 0     | 0      | 2               | 0               | 0               | 33    | 18    | 2      | 0,55            |
| Junior · Colombia               | 1.a                 | 2020-F              | 7     | 0     | 1      | 1     | 1     | 0      | 3               | 0               | 0               | 11    | 1     | 1      | 0,10            |
| Junior · Colombia               | Total               | Total               | 48    | 12    | 2      | 7     | 4     | 0      | 13              | 2               | 0               | 68    | 18    | 2      | 0,27            |
| Santa Fe · Colombia             | 1.a                 | 2021-A              | 2     | 1     | 0      | -     | -     | -      | -               | -               | -               | 2     | 1     | 0      | 0,50            |
| Santa Fe · Colombia             | Total               | Total               | 14    | 2     | 0      | 12    | 9     | 0      | 0               | 0               | 0               | 26    | 11    | 0      | 0,41            |
| Mazatlán · México               | 1.a                 | 2021-C              | 11    | 4     | 1      | -     | -     | -      | -               | -               | -               | 11    | 4     | 1      | 0,36            |
| Mazatlán · México               | 1.a                 | 2021-A              | 8     | 0     | 0      | -     | -     | -      | -               | -               | -               | 8     | 0     | 0      | 0               |
| Mazatlán · México               | Total               | Total               | 19    | 4     | 1      | 0     | 0     | 0      | 0               | 0               | 0               | 19    | 4     | 1      | 0,21            |
| Deportes Tolima · Colombia      | 1.a                 | 2022                | 31    | 7     | 2      | 4     | 2     | 0      | 7               | 2               | 0               | 42    | 11    | 2      | 0,26            |
| Deportes Tolima · Colombia      | Total               | Total               | 31    | 7     | 2      | 4     | 2     | 0      | 7               | 2               | 0               | 42    | 11    | 2      | 0,26            |
| Aucas · Ecuador                 | 1.a                 | 2023                | 7     | 0     | 0      | 1     | 0     | 0      | -               | -               | -               | 8     | 0     | 0      | 0               |
| Aucas · Ecuador                 | Total               | Total               | 7     | 0     | 0      | 1     | 0     | 0      | 0               | 0               | 0               | 8     | 0     | 0      | 0               |
| Central Córdoba (SdE) Argentina | 1.a                 | 2023                | -     | -     | -      | 7     | 0     | 0      | -               | -               | -               | 7     | 0     | 0      | 0               |
| Central Córdoba (SdE) Argentina | Total               | Total               | 0     | 0     | 0      | 7     | 0     | 0      | 0               | 0               | 0               | 7     | 0     | 0      | 0               |
| Alianza Valledupar · Colombia   | 1.a                 | 2024-A              | 9     | 0     | 0      | -     | -     | -      | 4               | 0               | 0               | 13    | 0     | 0      | 0               |
| Alianza Valledupar · Colombia   | Total               | Total               | 9     | 0     | 0      | 0     | 0     | 0      | 4               | 0               | 0               | 13    | 0     | 0      | 0               |
| Atlético Bucaramanga · Colombia | 1.a                 | 2024-F              | 10    | 3     | 0      | 6     | 0     | 0      | -               | -               | -               | 16    | 3     | 0      | 0,18            |
| Atlético Bucaramanga · Colombia | Total               | Total               | 47    | 19    | 8      | 8     | 3     | 0      | 0               | 0               | 0               | 55    | 22    | 8      | 0,40            |
| Club Llaneros · Colombia        | 1.a                 | 2025                | 15    | 2     | 2      | -     | -     | -      | -               | -               | -               | 13    | 2     | 1      | 0               |
| Club Llaneros · Colombia        | Total               | Total               | 15    | 2     | 2      | 0     | 0     | 0      | 0               | 0               | 0               | 13    | 2     | 1      | 0               |
| Total en su carrera             | Total en su carrera | Total en su carrera | 348   | 105   | 21     | 62    | 24    | 0      | 26              | 4               | 0               | 436   | 133   | 21     | 0.31            |

### Hat-tricks
| 1 | 6 de agosto de 2015 | Estadio de Techo, Bogotá           | Patriotas Boyacá - Millonarios        |  | 2 - 3 | Torneo Finalización 2015 |
| 2 | 9 de mayo de 2018   | Estadio Alfonso López, Bucaramanga | Atlético Bucaramanga - Atlético Huila |  | 4 - 2 | Copa Colombia 2018       |

## Palmarés

### Campeonatos nacionales
| Título                | Club                   | País     | Año  |
| --------------------- | ---------------------- | -------- | ---- |
| Categoría Primera B   | Alianza Petrolera      | Colombia | 2012 |
| Categoría Primera A   | Santa Fe               | Colombia | 2014 |
| Superliga de Colombia | Junior de Barranquilla | Colombia | 2019 |
| Categoría Primera A   | Junior de Barranquilla | Colombia | 2019 |
| Categoría Primera A   | América de Cali        | Colombia | 2019 |
| Superliga de Colombia | Junior de Barranquilla | Colombia | 2020 |
| Superliga de Colombia | Deportes Tolima        | Colombia | 2022 |

### Distinciones individuales
| Distinción                                  | Año  |
| ------------------------------------------- | ---- |
| Mejor Gol Premios Liga Águila               | 2016 |
| Goleador del Torneo Finalización (13 goles) | 2019 |
| Once ideal del Torneo Finalización          | 2019 |